# Biskup
Biskup (grč. ἐπίσκοπος epískopos: nadzornik, pazitelj) viši je crkveni dostojanstvenik, poglavar biskupije.
Po učenju Crkve biskupi su nasljednici apostola. Jedino oni mogu zarediti svećenike; mogu valjano udijeliti i biskupsko ređenje, tj. zarediti ljude za biskupe.

## Povijest
Biskup je svećenik (prezbiter) koji je primio puninu svećeništva u tzv. apostolskoj tradiciji. Naime, na pedeseti dan nakon Uskrsa (Pedesetnica, grč. Pentekost - paralelno sa starozavjetnim Blagdanom sjenica, koji se slavio pedeseti dan nakon Pashe, u sjećanje na prvo veće molitveno okupljanje Izraela nakon Prijelaza, tj. Pashe preko Crvenog mora u bijegu iz egipatskog ropstva) je - kako opisuje Biblija Novog zavjeta u 2. poglavlju Djela apostolskih - na apostole okupljene u Jeruzalemu sašao Duh Sveti. Apostoli su rukopolaganjem prenosili ondje primljenu karizmu na poglavare mjesnih crkava koje su osnivali; za te se poglavare ubrzo ustalilo grčko ime episkopi, tj. u hrvatskoj verziji biskupi. Priznaje se apostolsko nasljeđe, tj. "apostolska tradicija" onoj osobi koju je kao biskupa unaprijedio valjano zaređeni biskup, i svaki biskup posjeduje dugački popis svojih prethodnika u apostolskoj sukcesiji, koji kroz stoljeća dolazi do imena jednoga od apostola. 
Zajednica kršćana koja na čelu ima biskupa naziva se "mjesna crkva" ili biskupija. Ako neki biskup zaredi drugu osobu za biskupa protiv volje Pape (tj. u pravoslavnim Crkvama protiv volje mitropolita/patrijarha), zapada u tzv. šizmu ili raskol - iako pri tomu on i vjernici dotične mjesne crkve možda i zadrže katoličku vjeru (crkvena podjela koja uključuje također i neslaganja u pitanjima vjere naziva se hereza, hrv. krivovjerje). Najpoznatiji i do danas neiscijeljeni takav raskol je onaj s grčkom crkvom iz 11. stoljeća (koju su slijedili oni narodi koji su bili crkveno povezani s Bizantom - od Srba do Rusa); pri tomu valja obratiti pažnju na zapanjujuću činjenicu da - kako priznaje Katolička Crkva - pravoslavni u gotovo tisuću godina raskola nisu zapali i u herezu, iako uopće nisu sudjelovali na koncilima nakon raskola u 11. stoljeću (uobičajeno je u prošlosti bilo govoriti o "protestantskim hereticima i pravoslavnim šizmaticima", takva se terminologija danas rjeđe koristi kako se ne bi kršćanska braća nalazila uvrijeđenima). 
Osoba se smatra katolikom, ako je u vjerskom jedinstvu s jednim od biskupa (ordinarija) koji je u jedinstvu s Papom. Svećenik, čak i ako je valjano zaređen, smije vršiti javne bogoslužne radnje ("dijeljenje sakramenata") jedino ako ima dopuštenje nekog mjesnog biskupa - ta se dopuštenje naziva "inkardinacija", tj. vezanost za ruku.
Gore navedeno odgovara nauku kako Katoličke crkve, tako i Istočnih (pravoslavnih) crkava; također i tzv. orijentalnih crkava (egipatski, etiopski i eritrejski Kopti, sirijski i indijski jakobiti, armenski i gruzijski kršćani). Tako je npr. član Rumunjske pravoslavne crkve ona krštena osoba, koja je u jedinstvu s jednim od episkopa koji je u jedinstvu s Patrijarhom Rumunjske; pravoslavni svećenici smiju djelovati samo pod vlašću nekog od lokalnih episkopa. Protestanti, uz neke iznimke, posve odbacuju nauk o apostolskoj sukcesiji.

## U Katoličkoj Crkvi
Katolička Crkva službeno priznaje apostolsku sukcesiju nekim Crkvama u raskolu, prije svega istočnim (pravoslavnim i tzv. orijentalnim) crkvama, te tzv. starokatolicima (dio katolika koji je u tzv. Kulturkampfu nakon ujedinjenja Njemačke u XIX. stoljeću pristao da se odvoji od Rima), i njihovi se biskupi uzimaju za prave biskupe, a tada i svećenici za prave svećenike. Katolicima je kanonski dopušteno da u ozbiljnim situacijama zatraže ispovijed, pričest i posljednju pomast kod pravoslavaca - ponegdje su pravoslavci čak spremni i dati takve "usluge". Unutar Crkava u raskolu, ponekad dođe do daljnjih raskola: tako je povodom liturgijske i organizacijske reforme provedene za vrijeme cara Petra Velikog nastao značajan raskol kod Rusa, kada je otprilike četvrtina vjernika nije prihvatila reformu ("starovjerci") i uspostavilo vlastitu crkvenu hijerarhiju. Kod Grka je sličan raskol nastao prilikom prihvaćanja gregorijanskog kalendara od države i pravoslavne crkve 1924. godine, i tri su grčka biskupa bila postali vođama tzv. "starokalendaraca"; taj raskol među Grcima traje do danas, i samo je jedan u ovećem broju podjela u nacionalnim pravoslavnim crkvama. 
Postoji i znatan broj malih crkvenih zajednica čiji se poglavari pozivaju na apostolsku sukcesiju primljenu pod manje ili više sumnjivim okolnostima, a takvih tzv. egzotičnih biskupa ima između tisuću i dvije tisuće.
Prema buli Apostolicae Curae pape Lava XIII. iz 1896. Katolička Crkva ne priznaje apostolsku sukcesiju anglikancima zbog promjena u shvaćanju euharistije i svetog reda koje se dogodilo za kralja Edvarda VI. Pregovore koji su u nekim trenucima davali nadu da bi mogli uroditi pomirenjem, zakompliciralo je ređenje jedne (prve) žene za anglikanskog biskupa 2006. godine. U kršćanskoj tradiciji nisu niti u jednom ranijem razdoblju postojale žene - biskupi; i većina teologa smatra da je sam Isus izborom Dvanaestorice (Lk 6,13, Mk 3,14, Mt 10,1) naznačio kako za svećeničku službu želi isključivo muškarce - kako je to bio slučaj i ranije u Izraelu. Za Katoličku crkvu to je pitanje definitivno riješeno, dogmom koju je 1994. godine proglasio papa Ivan Pavao II., u Apostolskom pismu "Ordinatio Sacerdotalis". Do druge polovine dvadesetog stoljeća takvo stajalište uopće nije bilo dovođeno u pitanje.
Većina protestantskih zajednica uopće nema svećenike (eng. "priest"), nego samo starješine (eng. "pastor"), i posve odbacuju nauk o apostolskoj sukcesiji. Među protestantima ima slučajeva da se više starješinske službenike naziva "biskup", ali je sličnost s biskupima iz crkava s apostolskom sukcesijom samo vanjska. Također se i u relativno čestim raskolima unutar protestantskih zajednica pitanje apostolske sukcesije uopće ne postavlja.

## Biskupske službe
Tipična i najvažnija biskupska služba je:
- ordinarij - biskup kao poglavar biskupije. Važnije biskupije često imaju naslov "nadbiskupija", te se biskup na čelu nadbiskupije naziva "nadbiskup". Nadbiskupije koje predstavljaju centar regije (crkvene pokrajine) nazivaju se "metropolije", a nadbiskup koji je ordinarij u takvoj nad/biskupiji naziva se "metropolit". Na području Hrvatske nadbiskupsku čast imaju ordinariji u Zagrebu, Đakovu, Rijeci, Zadru i Splitu, a od njih zagrebački, đakovački, riječki i splitski nadbiskup imaju naslov metropolita. Prema kanonskom pravu koje danas važi u Katoličkoj crkvi, nadbiskupi i metropoliti imaju samo protokolarno prvenstvo u odnosu na ostale biskupe.

Uz ordinarija imaju veće biskupije često i:
- pomoćne biskupe, koji pomažu ordinariju u obavljanju službe. Ako je pomoćni biskup u službi Pape, dobit će kod obnašanja neke osobito važne službe - diplomatske ili tzv. kurijalne u samom Rimu - naslov nadbiskupa, čak i kardinala.

- Papa je biskup Rimske biskupije, kojoj se biskupiji od najranijih vremena priznavalo među kršćanima čast prvenstva; te se biskupu koji je zauzimao tu biskupsku stolicu ("Stolica sv. Petra", naime sv. Petar je mučeničku smrt dočekao upravljajući Rimskom biskupijom) od najranijih vremena priznavalo pravo prvenstva u biskupskom zboru. Slijedom stoljetnog pouzdavanja katolika u nepogrešivost naučavanja koje dolaze od Pape, 1870. god. je formulirana dogma o papinskoj nezabludivosti kada u pitanjima vjere i morala daje konačne sudove u osobito svečanoj formi "Ex cathedra". Zaključci skupa sastavljenog od glavnine biskupa u crkvi - tzv. koncil, odnosno crkveni sabor - smatraju se validnim tek nakon što ih potvrdi Papa. Takav je red uspostavljen sukladno ulozi sv. Petra na saboru u Jeruzalemu, opisanom u Bibliji, Dj 15. U povijesti je bilo nekoliko slučajeva da su Pape odbile prihvatiti zaključke koncila - npr. u VIII. stoljeću Papa Stjepan III. odbio je prihvatiti zabranu štovanja ikona, za koju se snažno zalagao bizantski dvor (tzv. ikonoklazam ili ikonoborstvo) i koju su s carem povezani biskupi proglasili dogmom 754. godine. Na II. Nicejskom koncilu 787. godine proglašeno je to tzv. ikonoklastičko naučavanje herezom, te je papa Adrian V. zaključke II.  Nicejskog koncila službeno proglasio (kasnije je upravo štovanje ikona postalo karakterističnim za grčku i cjelokupnu pravoslavnu duhovnost, a koncil iz 754. godine znadu pravoslavni nazivati "razbojničkim saborom").

- Kardinal je počasni naziv za biskupa u Katoličkoj Crkvi koji ima pravo sudjelovati u konklavi, gdje se bira novi Papa. Neki od Kardinala su nadbiskupi na čelu osobito važnih nadbiskupija; većina su članovi rimske kurije, tj. zbora papinih pomoćnih biskupa i nadbiskupa.

- Nuncij je biskup koji je veleposlanik Svete stolice (ne, dakle Države Vatikanskog grada Vatikan, nego baš Pape osobno) akreditiran pri nekoj suverenoj državi. U katoličkim zemljama nuncij u pravilu biva doajen diplomatskog zbora (tj. nastupa kao najuvaženiji pripadnik diplomatskog zbora), te se tako i u Hrvatskoj na godišnjim prijamima veleposlanika Predsjedniku Republike u ime svih veleposlanika obraća nuncij.

- Počasnim biskupom zovemo sve one biskupe koji nisu ordinariji - tj. pomoćne biskupe i nadbiskupe, kojih osobito mnogo ima Papa. Uglavnom im se dodjeljuju naslovi prema biskupijama koje su davno prestale postojati - često prema nestalim biskupijama u Sjevernoj Africi, ali i prema europskim biskupijama koje su ukinute - tako npr. postoji naslovni biskup gradića Pićan u Istri.

## Obilježja i simboli biskupa
U svečanim prilikama, izvan liturgijske službe, biskup je obučen u crni talar, čije su rubovi i porubi ljubičaste boje. Ljubičasti se i pojas (zingulum) i biskupska kapica (pileolus) na glavi. Pojas označava uzdržljivosti i nosi se preko talara (tal. sottana = znači donje rublje, ali je naziv preuzet za talare svećenstva). Kao oznaku časti i svetosti, biskupi nose biskupski prsten i križ oko vrata (pectorale). Tijekom mise, nose još biskupski štap i biskupsku mitru (pokrivalo za glavu, po uzoru na slične šešire koje su nosili i starozavjetni židovski svećenici). Nadbiskupi koji su ujedno i metropoliti nose za vrijeme mise oko vrata još i palij (palium), svojevrsni šal izrađen od vune, kojega dobivaju od Pape. Jedan od znakova biskupske službe jest i biskupski grb koji se sastoji od štita sa zelenim "galero" šeširom iz kojeg izlazi po šest također zelenih kićanki na lijevu i desnu stranu štita. Nadbiskupski grbovi imaju po deset kićanki sa svake strane, dok grbovi nadbiskupa metropolita imaju i prikaz palija. Iza štita, nalazi se kod "običnih" biskupa jednostavni latinski križ, dok u nadbiskupskim grbovima križ ima dvije poprečne grede. U dnu štita je traka s geslom kojega je biskup odabrao; uglavnom to bude neka rečenica iz Biblije.

## Vanjske poveznice
- Katolička crkva u Hrvatskoj
- Glas Koncila  Arhivirana inačica izvorne stranice od 18. studenoga 2011. (Wayback Machine) Pitali ste... Kako se postaje biskup?
- Stranica o biskupima (engl.)